# Challengers – Rivalen
Challengers – Rivalen (Originaltitel: Challengers, dt.: „Herausforderer“) ist ein US-amerikanischer Spielfilm von Luca Guadagnino aus dem Jahr 2024. Es handelt sich um einen romantischen Liebesfilm über eine Dreiecksbeziehung, die im professionellen Tennissport angesiedelt ist. Die Hauptrollen übernahmen Zendaya, Josh O’Connor und Mike Faist.

## Handlung
Der Film wird nicht chronologisch erzählt, sondern springt zwischen dem finalen Spiel und der Vorgeschichte hin und her. Im Folgenden wird die lineare Zusammenfassung der Handlung beschrieben.
Im Jahr 2006 gewinnen die High-School-Schüler und besten Freunde aus Kindertagen Patrick Zweig und Art Donaldson den Titel im Jungendoppel bei den US Open. Kurz darauf lernen sie Tashi Duncan kennen, eine hochgelobte junge Tennisspielerin, zu der sich sowohl Patrick als auch Art hingezogen fühlen. Während eines Gesprächs beschreibt Tashi ihre Leidenschaft für Tennis und die Beziehung zwischen den Spielern, die in dem gegenseitigen Ballwechsel dargestellt wird. Im Hotelzimmer kommt es nach einer Runde Bier und intensiven Gesprächen zu Küssen sowohl zwischen Tashi und Art, als auch zwischen Tashi und Patrick und zwischen den dreien gemeinsam. Ermutigt durch Tashi beginnen auch die beiden Freunde sich gegenseitig zu küssen. Bevor es zu mehr kommen kann, beendet Tashi den Abend mit der Aussicht, dass die Person ihre Telefonnummer bekommt, die am folgenden Tag im Finale der Junioren-Einzel gewinnt. Patrick gewinnt das Spiel und signalisiert Art später, dass er Sex mit Tashi hatte, indem er den Ball vor dem Aufschlag in den Hals seines Schlägers steckt, was ein Tick von Art ist.
Tashi und Art spielen an der Stanford University College-Tennis, während Patrick Tennisprofi wird und auf der Tour eine Fernbeziehung mit Tashi beginnt. Art suggeriert Tashi, dass Patrick sie nicht wirklich lieben würde. Als Patrick Stanford besucht, deutet Art ihm gegenüber ebenfalls an, dass Tashi die Beziehung nicht ernst nehmen würde. Patrick sieht, dass Art eifersüchtig ist, und zieht ihn spielerisch auf, weil er versucht, seine Beziehung zu Tashi zu sabotieren. Später streiten Patrick und Tashi, als sie beim Sex nicht aufhört über Tennis zu reden und er sagt, dass er sie als Gleichaltrige und nicht als seine Trainerin ansehen würde. Ebenso sagt Patrick, dass er mit Tashi auf Augenhöhe und nicht nur ein Fan in ihrem Fanclub sei. Im anschließenden Match, das Patrick wegen des Streits auslässt, erleidet Tashi eine schwere Knieverletzung. Patrick kehrt zurück, um Tashi zu trösten, aber sie verlangt wütend, dass er geht. Art stellt sich auf ihre Seite und wirft Patrick aus dem Zimmer. Art hilft Tashi bei ihrer Genesung, aber es gelingt ihr nicht, ihre Tenniskarriere wieder aufzunehmen.
Einige Jahre später, im Jahr 2009, trifft Tashi wieder auf Art und wird seine Trainerin, die beiden beginnen eine romantische Beziehung. Er verrät, dass er und Patrick seit Tashis Verletzung nicht mehr miteinander gesprochen haben. Im Jahr 2011 sind Tashi und Art verlobt, und Arts Karriere ist im Aufwind. Tashi und Patrick treffen sich bei den Atlanta Open und haben einen One-Night-Stand, den Art heimlich mitbekommt.
Im Jahr 2019 sind Tashi und Art verheiratet und ein wohlhabendes Promi-Tennispaar mit einer kleinen Tochter. Unter Tashis Anleitung hat sich Art zu einem Top-Tennisspieler entwickelt. Er ist nur noch einen US-Open-Titel von einem Karriere-Grand-Slam-Titel entfernt, obwohl er sich nach einer Verletzung nur schwer erholt und wiederholt Spiele verliert. Tashi setzt Art daher als Joker für ein Challenger-Turnier in New Rochelle, New York, ein, in der Hoffnung, dass der Gewinn des Turniers sein Selbstvertrauen stärkt und er zu seiner Form zurückfindet, indem er Gegner auf niedrigerem Niveau besiegt. Patricks Karriere ist währenddessen am Ende, er lebt in seinem Auto und schlägt sich mit den Gewinnen aus unteren Turnieren durch. Zufällig nimmt auch er an dem Turnier in New Rochelle teil.
Art und Patrick stehen sich schließlich im Finale gegenüber. Am Tag vor dem Spiel versucht Patrick, wieder mit Art in Kontakt zu treten, indem er ihn in der Sauna aufsucht, aber Art weist Patrick zurück und sagt, dass seine Karriere vorbei sei und er und nicht Patrick in die Tennisgeschichte eingehen würde.
Patrick bittet Tashi hinter Arts Rücken ihn zu einer letzten erfolgreichen Saison zu coachen, aber sie lehnt ab. Patrick gibt ihr seine Nummer und sagt ihr klar, dass Art normalerweise macht was Tashi will, was in dem Fall die Tenniskarriere ist. Am Abend vor dem Finale teilt Art Tashi mit, dass er sich am Ende der Saison zurückziehen will, egal ob er die Open gewinnt oder nicht, obwohl er weiß, dass Tashi ihre Tenniskarriere durch ihn miterlebt und diese Karriere für sie extrem wichtig ist. Sie antwortet mit Schweigen, was Art dazu veranlasst, sie zu bitten, ihm zu versichern, dass sie ihn immer noch lieben wird und fragt danach, ob er seine Karriere beenden kann. Sie behauptet halbherzig, sie akzeptiere, dass er aufhört, aber Art weigert sich, das zu glauben. Um ihn zu motivieren, sagt Tashi Art, dass sie ihn verlassen würde, wenn er gegen Patrick verliert. Danach trifft sich Tashi heimlich mit Patrick, um ihn zu bitten, das Spiel gegen Art zu verlieren. Patrick stimmt zögernd zu. Die beiden haben dann Sex in seinem Auto.
Am Tag des Endspiels beobachtet Tashi von der Tribüne aus, wie Art und Patrick gegeneinander antreten. Patrick gewinnt den ersten Satz, und Art gewinnt den zweiten Satz. Als Art spät im letzten Spiel in Führung geht, beginnt Patrick, das Spiel durch Doppelfehler zu verlieren. Er gibt jedoch nicht auf und signalisiert stattdessen mit Hilfe von Arts Aufschlagtick, dass er in der Nacht zuvor mit Tashi Sex hatte. Dies wirft Art völlig aus der Bahn und Patrick kann wieder aufholen.
Während des Tie-Breaks liefern sich Art und Patrick einen wilden Schlagabtausch. Der Ballwechsel wird immer intensiver, bis beide zu einem Volley am Netz ansetzen. Als Art beginnt, den Ball zu schlagen, stößt er über dem Netz mit Patrick zusammen, und die beiden umarmen sich innig, während Tashi sich von der Bühne erhebt und jubelt.

## Hintergrund

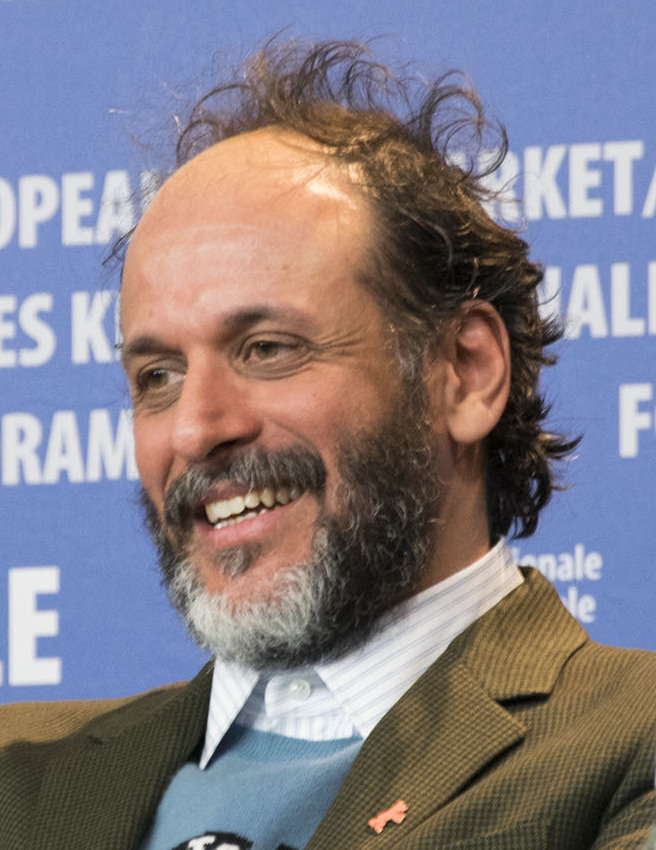
Filmregisseur Luca Guadagnino (2017)

Challengers ist der achte Spielfilm des italienischen Regisseurs Luca Guadagnino. Für das Drehbuch zeichnete der US-amerikanische Dramatiker und Romanautor Justin Kuritzkes verantwortlich, der mit Challengers sein erstes Skript für einen Film vorlegte. Es war 2021 in der Blacklist der besten unverfilmten Ideen Hollywoods gelistet. Das US-amerikanische Filmstudio MGM sicherte sich die Rechte an einer Verfilmung und soll Kuritzke, der kein Mitglied der Writers Guild of America (WGA) war, einen siebenstelligen Betrag dafür gezahlt haben. Guadagnino lobte seine Arbeit später überschwänglich und sah in dem Autor einen künftigen Oscar-Preisträger. Die Hauptrollen übernahmen Zendaya als Trainerin Tashi, Mike Faist als ihr Ehemann Art und Josh O’Connor als Patrick. Mit allen drei Schauspielern arbeitete Guadagnino das erste Mal zusammen.
An der Produktion war Amy Pascal mit ihrer Gesellschaft Pascal Pictures beteiligt. Ebenfalls als Produzenten auftreten sollen Regisseur Guadagnino und Hauptdarstellerin Zendaya. Das Projekt wurde im Februar 2022 bekannt, als sich Guadagnino noch in der Postproduktion zur Literaturverfilmung Bones and All (2022) befand, auch ein MGM-Projekt. Der Italiener versprach im Vergleich mit Challengers ein komplett anderes Werk vorzulegen und beschrieb es als „ziemlich prickelnden, sexy Film über die Welt des Tennis“. Obwohl die Hauptdarsteller des Films nicht offen queer sind, deutete Guadagnino an, dass der Film auch queere Themen ansprechen werde.
Die Dreharbeiten fanden u. a. im Mai 2022 in Lynn (Massachusetts) und im darauffolgenden Juni in Boston statt. Als Kameramann fungierte wieder Sayombhu Mukdeeprom, seit Call Me by Your Name (2017) und bis auf Bones and All Guadagninos bevorzugter Kameramann. Der Filmschnitt oblag Marco Costa, ebenfalls ein Weggefährte des Regisseurs. Für die Filmmusik gewann Guadagnino die beiden Komponisten Trent Reznor und Atticus Ross, die schon mit ihm an Bones and All zusammengearbeitet hatten.
Die deutschsprachige Synchronisation entstand bei FFS Film- & Fernseh-Synchron in Berlin. Das Dialogbuch schrieb Tobias Neumann, die Dialogregie führte Sven Hasper.
| Rollenname    | Schauspieler  | Synchronsprecher |
| ------------- | ------------- | ---------------- |
| Tashi Duncan  | Zendaya       | Marcia von Rebay |
| Patrick Zweig | Josh O’Connor | Roman Wolko      |
| Art Donaldson | Mike Faist    | Henning Nöhren   |

## Veröffentlichung und Rezeption
Die Weltpremiere war ursprünglich am 30. August 2023 bei den Internationalen Filmfestspielen von Venedig geplant, wo Challengers als Eröffnungsfilm gezeigt werden sollte. Die Premieren von Guadagninos letzten beiden Spielfilmen hatten ebenfalls in Venedig stattgefunden. Stattdessen fand die Premiere am 26. März 2024 in Sydney, Australien statt. Am 15. September 2023 sollte der Film ursprünglich in den US-amerikanischen Kinos starten, der Kinostart wurde auf den 26. April 2024 verschoben. Ursprünglich war ein Veröffentlichungstermin einen Monat vorher, am 11. August geplant.
Bis Ende April 2024 erreichte der Film weltweit einen Box-Office-Gesamtumsatz von 25 Millionen US-Dollar. Davon entfielen 15 Millionen US-Dollar auf die Vereinigten Staaten und Kanada sowie 10 Millionen US-Dollar auf den Rest der Welt.
Auf der Website Rotten Tomatoes empfahlen 88 Prozent von mehr als 200 dort gelisteten professionellen Rezensenten den Film weiter. Challengers erhielt damit eine Bewertung von 8,1 von 10 möglichen Punkten. Der Konsens der Kritiker auf der Website lautet, dass Guadagninos Regiearbeit ein „dynamisches und sexy Spiel auf dem Platz“ sei, was den drei herausragenden Darstellern mit „Star-Power“, Zendaya, Josh O’Connor und Mike Faist, zu verdanken sei.
Moritz Holfelder vom Bayerischen Rundfunk nennt den Film ein „unausgegorenes heterosexuell orientiertes Hochglanzdrama“' und bezeichnet ihn als Guadagninos bisher schwächsten Film. Weder nehme man den Protagonisten im Film eine erfolgreiche Profitenniskarriere ab, noch könne sich Guadagnino unter den „arg gestylten Oberflächen“ entscheiden, was er wirklich erzählen wolle: über Macht und Machtdynamik in menschlichen Beziehungen, über Liebe und Erotik oder über ein gnadenloses berufliches Umfeld, das die Menschen verändert und verbiegt. Am Ende verpasse er es auch noch, die immer wieder angedeutete, homosexuell konnotierte Freundschaft zwischen Patrick und Art in ein Coming Out münden zu lassen.
Auf Metacritic erhielt der Film einen Metascore von 83 von 100 möglichen Punkten, basierend auf fast 60 ausgewerteten englischsprachigen Kritiken. Dies entspricht einhelligem Beifall („universal acclaim“) und für das Werk wurde eine eindeutige Filmempfehlung („must-see“) ausgesprochen.
Von der Jury der Deutschen Film- und Medienbewertung wurde der Film mit dem Prädikat „wertvoll“ ausgezeichnet.

## Auszeichnungen
Challengers – Rivalen erhielt bei der Verleihung der Golden Globe Awards 2025 vier Nominierungen (Beste Filmkomödie, Beste Hauptdarstellerin – Zendaya, Beste Filmmusik und Bester Filmsong – „Compress/Repress“) – ausgezeichnet wurden die Filmkomponisten Trent Reznor und Atticus Ross.